# Frank Dicopoulos
Frank Dicopoulos (Akron, 3 gennaio 1957) è un attore televisivo statunitense di origine greca.
Famoso in Italia per l'interpretazione di Frank Cooper nella celebre soap opera statunitense Sentieri (Guiding Light), doppiato in italiano da Ivo De Palma.
Oltre che in Sentieri, ha lavorato, tra l'altro, in: General Hospital, Capitol, Dynasty, Falcon Crest, Il mio amico Ricky (Silver Spoons), ecc.
Nel 1994, ha ricevuto una nomination al Soap Opera Digest Award.